# Tóth Gáspár
Tóth Gáspár (Érsekújvár, 1848. január 1. – Csejte, 1902. május 27.) királyi ítélőtáblai bíró.

## Élete
Tanulmányait a lévai és érsekujvári al- és a pozsonyi királyi katolikus főgimnáziumban, majd a pesti egyetemen és a kecskeméti jogakadémián végezte. A jogtörténeti államvizsgát 1872-ben tette le. 1870-ben a statisztikai hivatalnál a bírósági szervezési alkalmával a volt selmecbányai királyi törvényszéknél nyert alkalmazást, 1872. január 1-től ezen törvényszéknél, 1873. november 1-től pedig ugyanott a királyi kincstári ügyészségnél szerzett gyakorlat után 1874-ben ügyvédi és váltóügyvédi vizsgát tett és hivataláról lemondván, Selmecbányán 1874. decemberben ügyvédi irodát nyitott. Itt mint magánügyvéd, majd 1889-től 1895-ig mint Selmecbánya tiszti főügyésze működött; 1895-ben ügyvédi irodáját Budapestre helyezte át, 1899. március 1-jén pedig a budapesti királyi ítélőtáblához rendes bíróvá kineveztetett. Később a pénzügyminiszter a bányatörvény kodifikációja ügyében kiküldött bizottság tagjává nevezte ki. A felvidéki magyar közművelődési egyesület igazgatósági tagja volt.
1880-tól az összes jogi szaklapokba számos cikket írt.

## Munkái
- A magyar conservativismus programmja. Bpest, 1884.
- Tisza Kálmán programmja conservativ világításban. Uo. 1884.
- Ünnepi beszéd Deák Ferencz emlékezetére. Elmondotta 1884. febr. 13. Selmeczbánya tanácstermében. Selmeczbánya, 1884.
- Pánszláv rágalmak. A «Magyarische Staatsidee» cz. röpiratra válaszul. Nyitra, 1886. (Kül. ny. a Felső-magyarországi Nemzetőrből).
- A polgári peres eljárás reformjáról. Bpest, 1886. (Kül. ny. a Jogtudom. Közlönyéből).
- A polgári biróságok szervezéséről. Uo. 1887. (M. Jogászegyleti Értekezések 34.) Online
- A magyar házassági jog rendszeres kézikönyve. Uo. 1896. Online
- A holtkéztörvények. Uo. 1897. (M. Jogászegyleti Értekezések 120. Többekkel).
- Informatio megyeri dr. Krausz Izidorné szül. Wahrmann Renéenek megyeri dr. Krausz Izidor ellen indított büntetőperében. Uo. 1897. (Győrffy Gyulával).